# Подписка
Подписка — бизнес-модель, при которой клиент должен регулярно оплачивать повторяющуюся сумму за доступ к товару или услуге. Эта модель была впервые применена издателями книг и периодических изданий (газеты, журналы) в XVII веке.
С развитием телевидения подписка стала применяться для доступа к платными телевизионными каналам. Большинство операторов сотовой связи и интернет-провайдеров использует подписочную модель для доступа к своим услугам.
В XXI веке, в связи с развитием информационных технологий, обрела популярность подписка на цифровые товары или услуги, которая используется для доступа к фильмам, музыке, сайтам и мобильным приложениям, программному обеспечению, компьютерным играм и другим продуктам. Подписка может предоставлять не безусловный доступ к продукту, а скидку на его получение или прочие выгоды. Подписочная бизнес-модель существует и для неинформационных физических продуктов, например — автомобилей.

## Описание
В отличие от обычной купли-продажи, подписка предлагает периодическую (ежедневную, еженедельную, двухнедельную, ежемесячную, полугодовую, годовую/годовую или сезонную) оплату за доступ к товару или услуге. Использование или получение объекта подписки возможно до конца того периода, который оплатил клиент. Продление подписки может быть периодическим и активироваться автоматически, так что стоимость нового периода автоматически оплачивается путем предварительного списания средств с банковской карты или расчетного счета.

### Книги и пресса

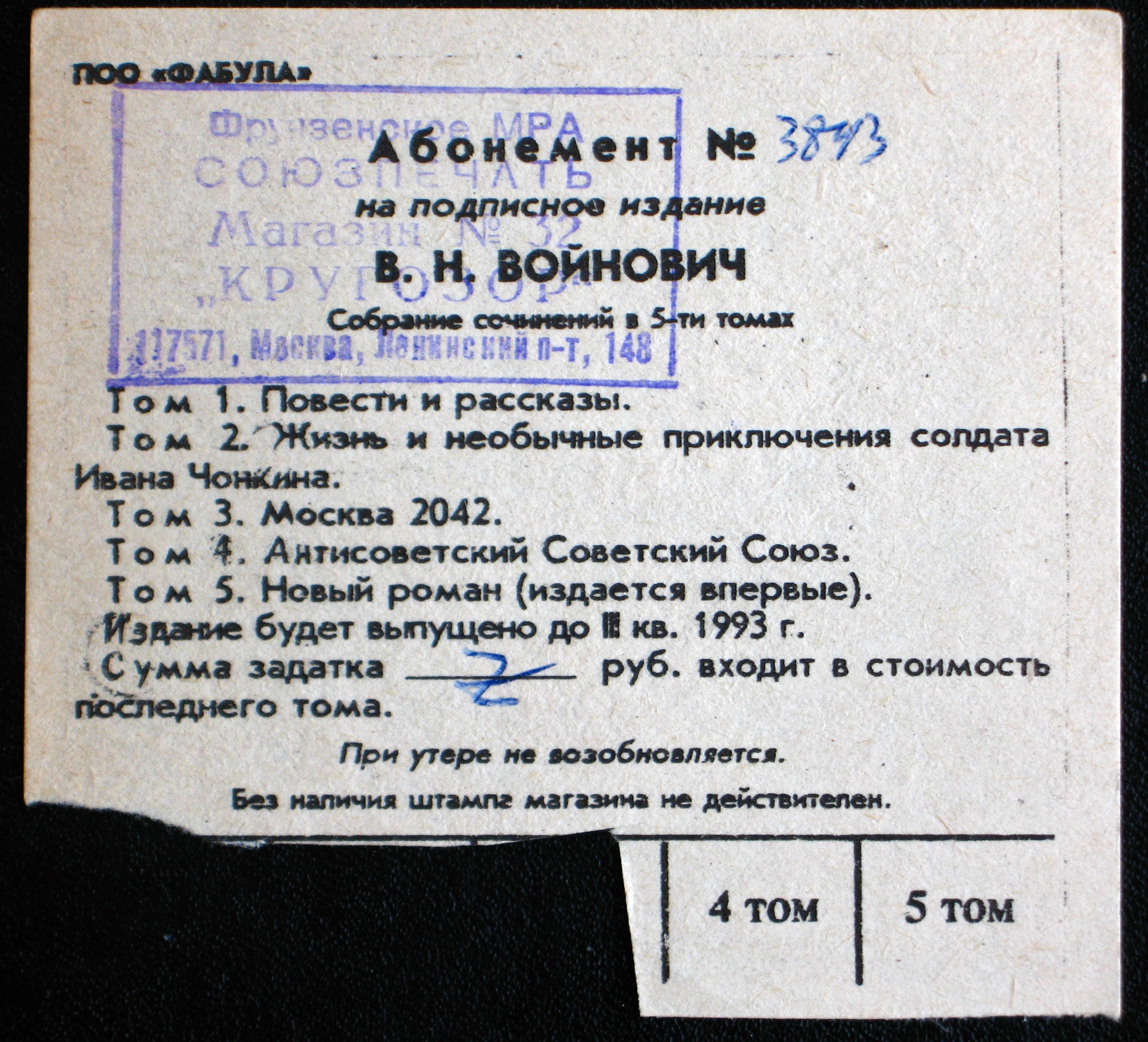
Подписной абонемент на собрание сочинений Войновича. Союзпечать

Подписка на издания существовала ещё в первой половине XVIII века. В 1728 году появились «Санкт-Петербургские ведомости», издаваемые Академией наук дважды в неделю. Тираж составлял 104—105 номеров в год. Годовая подписка на журнал составляла 3 рубля, а на отдельный номер — 4 копейки. В журнале постоянно размещалась информация про сроки и условия подписки. Газета стала первым российским изданием, которое получало постоянную прибыль от размещения разных товаров. В 1813 году была основана «Военная газета в Санкт-Петербурге». Часть денег, которые были выручены от подписки на неё, направлялись в Комитет о раненых.
Подписка даёт возможность:
- Издателю (продавцу, производителю) — определять потенциальные тиражи изданий, товаров.
- Подписчику — гарантированно получать выписанные им периодические издания, товары.

В России подписка на газеты и журналы оформляется почтовыми отделениями связи, через редакции изданий, с помощью подписных агентств общественными распространителями печати на предприятиях, в учреждениях, учебных заведениях, жилищно-эксплуатационных конторах. В 1974 году подписка на центральные газеты и журналы составила около 86 % от их общего тиража); подписка на книжные издания производилась в книжных магазинах, имеющих отделы подписных изданий (в 1974 году их насчитывалось свыше 1000).
Подписку на периодические издания можно оформить:
- Через редакцию издания. Для оформления достаточно заполнить анкету на сайте издателя, оплатив квитанцию, которую, как правило, помещают в изданиях и т. д.
- В отделении почтовой связи России, странах СНГ и Прибалтике по объединённому каталогу «Пресса России», официальному каталогу Почты России «Подписные издания» или агентства «Роспечать». Для оформления подписки необходимо знать подписной индекс журнала или найти его в каталоге по названию.
- В региональном альтернативном подписном агентстве. Для оформления достаточно названия или знания темы журнала, подборку журналов агентство может взять на себя.
- Через подписные интернет-каталоги (наиболее пластичный в части требований пользователя способ).

C появлением электронной почты появилась и подписка на электронную рассылку.

### Программное обеспечение
Некоторые компании-разработчики программного обеспечения, такие как Adobe и Autodesk, перешли от модели бессрочного лицензирования к модели подписки, известной как «программное обеспечение как услуга». Переход на подписочную модель может расширить аудиторию дорогих программных продуктов.